# David Paul Grove
David Paul Grove (Calgary, Alberta, 10 de desembre de 1958) és un actor i un actor de doblatge canadenc.

## Filmografia

### Cinema
| Any  | Títol            | Paper   |
| ---- | ---------------- | ------- |
| 1994 | The Santa Clause | Cambrer |
| 1997 | Masterminds      | Ferret  |
| 2003 | Elf              | Pom Pom |
| 2012 | Down River       | Murray  |

### Televisió
| Any          | Títol                             | Paper                   | Notes                                               |
| ------------ | --------------------------------- | ----------------------- | --------------------------------------------------- |
| 1996         | Profit                            | Edgar                   | Episodi: "Sykes"                                    |
| 1999         | The New Addams Family             | Death                   | Episodi: "Death Visits the Addams Family"           |
| 1998-1999    | RoboCop: Alpha Commando           | Diverses veus           |                                                     |
| 1999-2009    | Ed Edd n Eddy                     | Jonny 2x4               | Series regular                                      |
| 2003         | Peacemakers                       | Telegraph Operator      | Episodis: "Legend of the Gun" "A Town Without Pity" |
| 2005-2006    | Krypto the Superdog               | Robbie the Robin        |                                                     |
| 2006         | Men in Trees                      | Home simpàtic           | Episodi: "For What It's Worth"                      |
| 2008         | Stargate Atlantis                 | Manager del motel       | Episodi: "Vegas"                                    |
| 2009         | Ed, Edd n Eddy's Big Picture Show | Jonny 2x4               | (TV movie)                                          |
| 2011-present | Once Upon a Time                  | Doc                     | Paper recurrent                                     |
| 2014         | SheZow                            | Luke Budsen / Masterico |                                                     |

### Videojocs
| Any  | Títol                              | Paper     |
| ---- | ---------------------------------- | --------- |
| 2005 | Ed, Edd n Eddy: The Mis-Edventures | Jonny 2x4 |